# Холл, Элиза
Элиза Бойе Холл (англ. Elise Boyer Hall; 15 апреля 1853, Париж — 27 ноября 1924, Бостон) — американская саксофонистка-любительница и меценат.
Родилась в Париже в 1853 году. В 1879 году вышла замуж за хирурга Ричарда Джона Холла. После перенесённой болезни она начала терять слух — и по совету мужа-врача, полагавшего это полезным, решила выучиться играть на духовом инструменте; таким инструментом оказался саксофон, поскольку в небольшом городе Санта-Барбара, где жили супруги Холл, другого инструмента не удалось достать.
В 1897 г. после смерти мужа Холл переехала в Бостон. Любительница музыки, она организовала и профинансировала в Бостоне любительский оркестр Оркестровый клуб Бостона (англ. Orchestral Club of Boston), самолично составляя программы его выступлений. Благодаря сотрудничеству с гобоистом Жоржем Лонжи, который дирижировал этим оркестром, вкус миссис Холл склонялся к французской композиторской школе: в сохранившихся программах её выступлений преобладали обработки произведений Гектора Берлиоза, Жоржа Бизе, Жюля Массне, Сезара Франка, Габриэля Форе и др. Со временем Холл решила расширить свой репертуар за счёт музыки новейших французских композиторов и начала заказывать им пьесы для саксофона. В общей сложности в 1900—1920 гг. для Холл были написаны около 20 сочинений, среди их авторов — Клод Дебюсси, Венсан д’Энди, Флоран Шмитт, Андре Капле, Анри Вуллет; Поль Жильсон написал для Холл первый в мире концерт для саксофона с оркестром, но он оказался слишком сложен для заказчицы и никогда ею не исполнялся. Три пьесы написал для Холл и Оркестрового клуба Бостона Чарлз Мартин Лефлер.
Альбом, составленный из произведений, написанных для Холл, записал в 1999 году саксофонист Клод Делангль.